# Het ijzeren duel
Het ijzeren duel is een stripverhaal uit de reeks van Suske en Wiske. Het is geschreven door Peter Van Gucht.

## Personages
- Suske, Wiske, tante Sidonia, Lambik, Jerom, professor Barabas, Axel en Guy (eigenaren van Pronkenburg), leden van het Sint-Michielsgilde, Philippe de Fleurons, Mireille (dochter van Philippe), Willebrord (baby van Mireille), ober, Wilfried Lemmet (wapenverzamelaar),  Hendrik van Doornen, herbergier, musketiers van de hertog, hertog Duc de Donald, geesten/geraamtes.

## Locaties

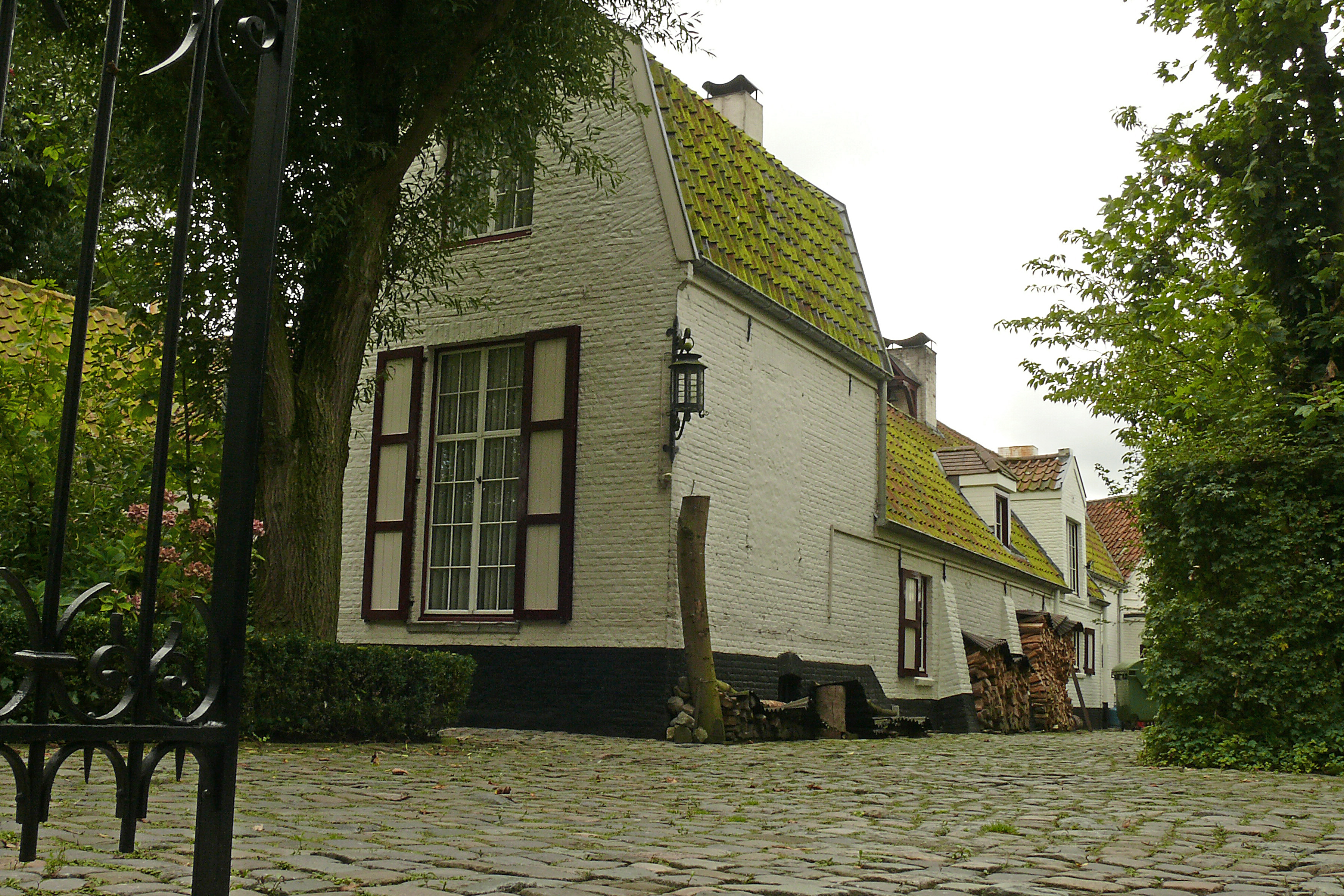
Pronkenburg

- Pronkenburg (Bed and Breakfast vlak bij Brugge), Gent, Belfort van Gent, het huis van Lambik, het laboratorium van professor Barabas, Frankrijk, De Koeketiene (herberg), grote woud, kasteel van de hertog, Château Matuvu met kerkhof.

## Uitvindingen
- Teletijdmachine

## Het verhaal
De vrienden zijn in Pronkenburg in de herfst en halen herinneringen op aan de tijd van De dolle musketiers met de eigenaren. Lambik besluit de volgende ochtend opnieuw te gaan schermen en gaat met Axel naar het Sint-Michielsgilde in Gent. Lambik oefent veel en wint van bijna alle gildeleden, maar dan wordt hij uitgedaagd door Philippe. Lambik wint en vernedert Philippe, waarna hij wordt uitgedaagd tot een echt duel waarbij degene wint die bloed kan laten vloeien bij de tegenstander. Philippe biedt ook zijn fortuin aan, indien Lambik wint, en Lambik neemt de uitdaging aan en bestelt een biertje. Jerom vertrekt, omdat hij de volgende dag op vakantie gaat, en tante Sidonia biedt aan om Lambik thuis te brengen. Lambik wordt echter dronken en schept op over de gebeurtenissen in de 17e eeuw.
Tante Sidonia waarschuwt, omdat professor Barabas het tijdreizen geheim wil houden, en gaat naar huis met de kinderen. Lambik wordt aangesproken door een wapenverzamelaar die een interessant voorstel heeft en Lambik beloofd de dag erna langs te komen. Wiske ziet hoe een vrouw en Philippe, haar vader, ruzie maken en vertrekken. Lambik gaat de volgende dag langs bij Wilfried en hoort over de magische degen. Hij hoort het verhaal van Hendrik van Doornen, die in 1680 het bestaan van deze degen ontdekt. Degene die deze degen bezit, is onverslaanbaar. Hendrik vertrekt naar Frankrijk en logeert in de Koeketiene, maar daarna wordt er nooit meer iets van hem vernomen. Wilfried wil naar het verleden geflitst worden door professor Barabas, maar Lambik weigert en vertrekt.
Lambik oefent voor zijn duel met Philippe en verliest van de vaste oefenpartner van zijn tegenstander. Lambik wil niet zijn eer, en het beloofde fortuin, verliezen en besluit op zoek te gaan naar de magische degen. Suske en Wiske zoeken Lambik thuis op en zien hoe hij een koffer inpakt. Lambik vertelt dat hij naar Mexico gaat en stuurt de kinderen naar huis. Suske en Wiske verstoppen zich in de koffer en rijden zo mee naar het huis van professor Barabas. Lambik merkt niet dat hij door een busje wordt gevolgd en komt aan bij het laboratorium van professor Barabas. De professor is naar een conventie van tijdreizigers en heeft de sleutel van tante Sidonia, die het huis zou schoonhouden tijdens de afwezigheid van de professor, gestolen.
Lambik stelt de teletijdmachine in op 14 september 1680 en flitst zichzelf naar het verleden. Daar aangekomen wist hij de gegevens op de teletijdarmband, zodat niemand kan zien waar hij zichzelf heeft heengeflitst. Lambik opent de koffer en ontdekt dat Suske en Wiske zijn meegereisd naar het verleden. De kinderen willen weten waarom Lambik naar het verleden is gegaan en hij vertelt dat hij op zoek is naar een cadeau voor tante Sidonia, een zilveren kroon van koningin Poupée de la Maternité. Professor Barabas komt thuis, hij had niet door dat de conventie de week ervoor gehouden werd. Hij besluit zichzelf een week naar het verleden te flitsen met de teletijdmachine, maar ziet dan dat de teletijdmachine is gebruikt en de tijdscodes zijn gewist. De professor haalt de gegevens terug en ziet Lambik op het beeldscherm, maar wordt dan bewusteloos geslagen door een gemaskerd persoon.
Suske, Wiske en Lambik komen bij De Koeketiene en zien Hendrik de deur uit lopen en verse paarden krijgt van de herbergier. Suske en Wiske eisen de waarheid te horen van Lambik en hij geeft na een tijdje toe. De gemaskerde persoon ziet de vrienden, maar dan worden de herbergier en Hendrik aangevallen door musketiers. Wiske vindt degens in de koets van de wapenhandelaar. De vrienden komen te hulp en de musketiers worden verslagen. Hendrik laat dan zijn boek zien met een kaart die de weg wijst naar een kasteel waar de magische degen is verstopt. Een moedige musketier van de koning redde ooit het leven van een oud vrouwtje en zij bleek een fee te zijn. De musketier werd beloond met de magische degen, maar raakte na een tijd aan lager wal en werd huurling. Hij maakte onschuldige slachtoffers en de fee verscheen en sloot zijn geest op in het wapen. De musketier zou pas rust vinden als iemand die met de degen vecht, toch verliest. De magische degen is nu ergens in Frankrijk en wordt bewaakt door geheimzinnige krachten.
Hertog Duc de Donald wil de degen ook en heeft de musketiers gestuurd en daarom wil Hendrik graag dat de vrienden zijn lijfwachten worden. De vrienden stemmen toe en het gezelschap gaat op weg. De gemaskerde persoon volgt hen en opent een kistje als de vrienden 's nachts slapen in het bos. De gemaskerde persoon pakt het boek, maar Wiske merkt dit en de vrienden proberen hem tegen te houden. Dan gooit de gemaskerde persoon het boek in een vuur en vlucht weg. Het boek verbrand, maar Hendrik blijkt de pagina met de kaart uit het boek te hebben gescheurd en de vrienden reizen verder. Wiske vindt een moderne vulpen en Lambik krijgt door dat de wapenverzamelaar hem achterna is gereisd. Intussen wordt professor Barabas weer wakker en probeert de vrienden terug te flitsen, maar de teletijdmachine is door de gemaskerde persoon ontregeld en moet hersteld worden.
Hertog Duc de Donald hoort van een van zijn musketiers wat er is gebeurd. De musketier heeft ook nagevraagd in een naburig dorp, er moet diep in het grote woud een vergeten spookkasteel staan met de naam Château Matuvu. De vrienden arriveren bij Château Matuvu en moeten door het kerkhof naar de ingang. Dan komen de geesten van de overleden slachtoffers, de bewakers van de degen, tot leven en proberen de vrienden tegen te houden. De vrienden merken in het gevecht niet dat Hendrik stiekem verdergaat en de gemaskerde persoon volgt alles van een afstand. De geraamtes blijken niet te verslaan, ze bouwen zichzelf steeds weer op en er komen steeds meer uit de grond omhoog. Wiske gebruikt een ton met buskruit en de geraamtes vliegen door de lucht, maar blijken zichzelf als één groot geheel op te bouwen en dit schepsel bedreigt de vrienden.
Hendrik komt bij de ridderzaal en volgens het boek moet de degen zich aan de haard bevinden. Het gewelf van de zaal stort in en Hendrik gaat voorzichtig verder. Hij vindt de magische degen, maar dan wordt er een boobytrap geactiveerd. Hendrik heeft geluk en komt zonder kwetsuren vrij, waarna hij met de degen naar Gent vlucht. De gemaskerde persoon probeert Hendrik tegen te houden, maar dit mislukt. Dan helpt de gemaskerde de vrienden tegen de geraamtes, maar ze vergaan tot stof en as. Nu de magische degen is verdwenen uit het kasteel, is de betovering verbroken. De gemaskerde vertelt dat Hendrik met de degen is gevlucht en Lambik zet de achtervolging in. De gemaskerde persoon zet daarna de achtervolging in en Suske en Wiske vragen zich af wie hij is. Suske gelooft niet dat het de wapenhandelaar is, want hij kon niet schermen.
Hendrik loopt in een hinderlaag van de musketiers en valt aan met zijn magische degen. De hertog ziet de degen en zet zijn leger in, waarna alle kruisbogen afgevuurd worden. Hendrik weet met behulp van de magische degen alle pijlen af te slaan en dan roept de hertog de hulp in van Lange Max. Dit is een kanon en Hendrik vlucht, maar dan blijkt de degen zelfs de kanonskogel af te kunnen slaan. Lambik ziet dat de gemaskerde hem inhaalt en laat het paard harder lopen door middel van een stevia-pastille. Iets later weet hij het snellere paard van de gemaskerde te bemachtigen en rijdt snel verder. Professor Barabas heeft inmiddels de teletijdmachine hersteld en flitst de kinderen terug, waarna tante Sidonia hen straft. De kinderen vertellen wat er is gebeurd en de professor stelt de teletijdmachine in werking.
Hendrik heeft het leger verslagen met de magische degen, maar Lambik weet het wapen van hem af te pakken. Lambik wil zichzelf terugflitsen met zijn armband, maar dan weet de gemaskerde het wapen in handen te krijgen. Lambik zet de achtervolging in, maar dan valt de kist met de degen van een brug en Lambik valt ook naar beneden. Vlak voordat Lambik de grond bereikt, wordt hij teruggeflitst door de professor. De gemaskerde komt ook uit de teletijdmachine, maar weet te ontsnappen. Lambik vermoed dat hij naar Frankrijk rijdt en ze de achtervolging in. De gemaskerde komt bij de brug en vindt de degen, maar Lambik kan het wapen afpakken en rijdt naar huis. De volgende dag is hij met de degen in het Sint-Michielsgilde in Gent en hoort van Suske en Wiske dat de wapenhandelaar al dagen in het ziekenhuis ligt met een longontsteking. Hij kan dus niet de gemaskerde persoon zijn.
Lambik opent zijn kastje en ziet een dreigbrief van de gemaskerde. Wiske zegt dan dat Lambik met zijn eigen wapen moet vechten en besluit uit te zoeken wie de gemaskerde persoon is. Ze legt de dure pen, die ze vond in het verleden, op de bar en al snel blijkt Philippe de eigenaar te zijn. De vrienden volgen hem, maar dan blijkt de pen van Mireille te zijn. Ze vertelt dat haar baby, Willebrord, ziek is en een dure medische ingreep moet ondergaan. Ze vroeg geld aan haar vader, maar die had net zijn fortuin ingezet voor het duel. Daarna wilde ze Lambik vragen of hij geld wilde geven als hij zou winnen, maar hoorde toen over de magische degen en vermomde zich met het doel de degen te stelen en haar vader hiermee te laten vechten.
Philippe wil dan Lambik aanklagen, omdat hij vals wilde spelen. Wiske zegt dan dat zij zal vertellen dat Mireille hetzelfde wilde doen en zo staat de eer van de Fleurons op het spel. Wiske eist dat het duel eerlijk gespeeld wordt. Het duel begint, maar al snel blijkt Philippe toch met de magische degen te vechten. De degen schiet uit naar Lambik, maar de punt plooit om net voordat de punt zijn borstkas raakt. De geest van de musketier verschijnt en vertelt dat hij een goed hart niet kan doorboren. De vloek is verbroken en de geest reist naar de hemel. Lambik blijkt de magische degen aan Philippe gegeven te hebben en hij schreef een briefje dat het de geluksdegen van Mireille was. Hij wilde dat Philippe zou winnen en Philippe vindt dit een mooi gebaar. Hij geeft zijn fortuin aan Lambik, maar Mireille vraagt om geld voor de behandeling. Philippe zegt dan dat hij wel een lening zal aangaan en ervoor wil werken. De vrienden willen dat Lambik het geld terug geeft, maar hij weigert. Lambik geeft echter al het geld aan Mireille, omdat hij bang is dat Philippe het later weer zal inzetten voor een weddenschap.